# Resolución 686 del Consejo de Seguridad de las Naciones Unidas
La resolución 686 del Consejo de Seguridad de las Naciones Unidas, adoptada el 2 de marzo de 1991, después de reafirmar las resoluciones 660, 661, 662, 664, 665, 666, 667, 669, 670, 674, 677 y 678 (todas de 1990), el Consejó observó la suspensión de operaciones ofensivas en contra de Irak.
La resolución continuaba exigiéndole a Irak que implementase las doce resoluciones, al igual que a revocar las medidas tomadas referentes a la anexión de Kuwait, a aceptar inmediatamente su responsabilidad bajo el derecho internacional por los daños, los perjuicios o las lesiones sufridas por Kuwait como resultado de la invasión y ocupación de Kuwait por Irak, a dejar en libertad o entregar los restos de todos los nacionales kuwaitíes y extranjeros y de restituir inmediatamente todos los bienes kuwaitíes incautados por Irak.
La resolución 686 también exigía que Irak:
(a) terminase los actos hostiles o de provocación de sus fuerzas contra todos los Estados miembros, incluidos los ataques de misiles y los vuelos de aeronaves de combate;
(b) acordase un cese al fuego a la brevedad posible designando a comandantes militares para que se reuniesen con sus homólogos extranjeros;
(c) acordase la liberación y el acceso inmediato de todos los prisioneros de guerra con los auspicios de la Cruz Roja;
(d) proporcionar toda la información y asistencia para identificar las minas, las trampas explosivas y otros explosivos iraquíes, como las armas y materiales químicos y biológicos tanto en tierra como por mar.
Por último, el Consejo le pidió a los Estados miembros, así como a las Naciones Unidas, los organismos especializados y demás organizaciones internacionales que cooperasen con el gobierno de Kuwait en la reconstrucción de su país, decidiendo que Irak notificara al Secretario General y al Consejo de Seguridad una vez que haya adoptado las medidas establecidas en la resolución.
La resolución 686 fue aprobada por 11 voto contra 1 (Cuba) y tres abstenciones de China, India y Yemen.
Irak después realizó concesiones el 5 de marzo relacionadas con la resolución, incluyendo la derogación de leyes y regulaciones iraquíes en Kuwait.